# 12215 Jessicalounsbury
A 12215 Jessicalounsbury (ideiglenes jelöléssel (12215) 1981 US22) a Naprendszer kisbolygóövében található aszteroida. Schelte J. Bus fedezte fel 1981. október 24-én.

## Kapcsolódó szócikk
- Kisbolygók listája (12001–12500)